# Мильников Сергій Олександрович
Сергій Мильников (рос. Сергей Мыльников; 6 жовтня 1958, Челябінськ, СРСР — 20 червня 2017, Москва, Росія) — радянський хокеїст, що грав на позиції воротаря. Грав за збірну команду СРСР. Олімпійський чемпіон. Згодом — хокейний тренер.

## Ігрова кар'єра
Вихованець челябінського хокею місцевого клубу «Трактор».
Професійну хокейну кар'єру розпочав 1977 року виступами за основний склад «Трактора» за який виступав з 1976 по 1989 з перервою на два сезони (1980—1982) коли грав за СКА (Ленінград).
1989 року був обраний на драфті НХЛ під 127-м загальним номером командою «Квебек Нордікс» за який відіграв десять матчів у сезоні 1989–1990. На його рахунку: 1 перемога, 2 нічиїх та 7 поразок.
Повернувшись з НХЛ два сезони відіграв за «Торпедо» (Ярославль).
Завершив кар'єру виступаючи за команду другого шведського дивізіону «Сетер».
Виступав за збірну СРСР у складі якої став Олімпійським чемпіоном, триразовий чемпіон світу — 1986, 1989 та 1990, срібний призер — 1987 та бронзовий призер — 1985. Чотириразовий чемпіон Європи: 1985, 1986, 1987, 1989.

## Тренерська кар'єра
Після завершення кар'єри гравця очолив шведський клуб «Сетер», згодом тренував «Крила Рад», «Сєвєрсталь», «Автомобіліст».

## Нагороди
- Орден «Знак Пошани» — 1988 рік.

## Сім'я
Його сини, Дмитро та Сергій, пішли батьківським шляхом — вони хокеїсти і також за амплуа воротарі.

## Смерть
Помер 20 червня 2017 року в Москві. Причина смерті наразі невідома.
Поховальна церемонія пройшла 24 червня на Троєкурівському цвинтарі Москви.